# Spiloxene umbraticola
Spiloxene umbraticola är en enhjärtbladig växtart som först beskrevs av Rudolf Schlechter, och fick sitt nu gällande namn av Sidney Garside. Spiloxene umbraticola ingår i släktet Spiloxene och familjen Hypoxidaceae. Inga underarter finns listade i Catalogue of Life.